# Episodi di Monday Mornings
La prima e unica stagione della serie televisiva Monday Mornings è stata trasmessa dal canale via cavo statunitense TNT a partire dal 4 febbraio all'8 aprile 2013.
| nº | Titolo originale        | Titolo italiano | Prima TV USA     | Prima TV Italia |
| -- | ----------------------- | --------------- | ---------------- | --------------- |
| 1  | Pilot                   |                 | 4 febbraio 2013  |                 |
| 2  | Deus Ex Machina         |                 | 11 febbraio 2013 |                 |
| 3  | Who's Sorry Now?        |                 | 18 febbraio 2013 |                 |
| 4  | Forks Over Knives       |                 | 25 febbraio 2013 |                 |
| 5  | The Legend And The Fall |                 | 4 marzo 2013     |                 |
| 6  | Communion               |                 | 11 marzo 2013    |                 |
| 7  | One Fine Day            |                 | 18 marzo 2013    |                 |
| 8  | Truth or Consequences   |                 | 25 marzo 2013    |                 |
| 9  | Wheels Within Wheels    |                 | 1º aprile 2013   |                 |
| 10 | Family Ties             |                 | 8 aprile 2013    |                 |